# Frente Amplio por Justicia, Vida y Libertad
Frente Amplio por Justicia, Vida y Libertad (spanisch für Breite Front für Gerechtigkeit, Leben und Freiheit), kurz Frente Amplio, ist eine peruanische Wahlkoalition aus Parteien, politischen Organisationen, Vertretern sozialer Bewegungen und Einzelpersonen mit politisch linker und ökologischer Zielrichtung. Von 2016 bis 2020 war sie mit zwanzig, 2020 und 2021 mit neun von insgesamt 130 Abgeordneten im peruanischen Kongress vertreten. Bei den Wahlen in Peru 2021 verlor sie ihre Parlamentssitze, stellt aber dennoch zwei Minister in der Regierung Pedro Castillo.

## Geschichte
Das Wahlbündnis Frente Amplio wurde am 21. Juni 2013 von Vertretern der Gruppen und Parteien Ciudadanos por el Cambio, Movimiento de Afirmación Social (MAS), Tierra y Libertad, Fuerza Social, Patria Roja und Partido Socialista del Perú gegründet. Wenige Monate später übernahm die Partei Tierra y Libertad, die eine gültige Wahlregistrierung besaß, auf Bitte der übrigen Gruppen vorläufig den offiziellen Namen Frente Amplio mit dem Zusatz por la Vida, la Justicia y la Libertad und dem Logo einer stilisierten rot-grünen Cantuta-Blüte und dem Kürzel FA in der Mitte. Tierra y Libertad bot nun seine Wahlregistrierung an, um den verbündeten politischen Gruppen auf gleichberechtigter Grundlage eine Beteiligung am Wahlprozess zu ermöglichen. Daraufhin traten Marco Arana von Tierra y Libertad und Verónika Mendoza von Movimiento Sembrar in Vorwahlen gegeneinander an, die Verónika Mendoza mit über 75 % für sich entschied.
Bereits seit Juli 2012 bestand die Parlamentsfraktion Acción Popular - Frente Amplio, die sich aus fünf Abgeordneten der Partei Acción Popular und fünf Parteilosen gebildet hatte, nachdem Acción Popular die gemeinsame Fraktion mit den beiden Parteien Perú Posible und Somos Perú aufgelöst hatte. Zu dieser Parlamentsfraktion gehörte auch Verónika Mendoza, die bis dahin der Regierungsfraktion Gana Perú des Präsidenten Ollanta Humala angehört hatte, diese aber im Juni 2012 nach der Niederschlagung von Protesten indigener Quechua-Gemeinden in der Provinz Espinar gegen den Ausbau eines Kupferbergwerks des Bergbauunternehmens Xstrata in Tintaya, bei der zwei Todesopfer zu beklagen waren, verlassen hatte.
Bei den Wahlen in Peru am 10. April 2016 erzielte Frente Amplio 13,9 % der Stimmen in der Parlamentswahl und erhielt 20 von 130 Sitzen im Kongress, wodurch sie die zweitgrößte Fraktion nach Fuerza Popular von Keiko Fujimori stellt. Bei den gleichzeitig stattfindenden Präsidentschaftswahlen kam Verónika Mendoza mit 18,7 % nur auf den dritten Platz, so dass sie die Stichwahl verfehlte. Am 1. Juni 2016, kurz vor der zweiten Runde am 5. Juni 2016, rief Mendoza dazu auf, zur Verhinderung einer Rückkehr des Fujimorismo nicht für Keiko Fujimori und deshalb – trotz starker politischer Gegensätze – für Pedro Pablo Kuczynski zu stimmen. Hierzu wandte sie sich auch auf Quechua an die Bewohner ihrer Heimatregion. Nach dem Sieg Kuczynskis hob Mendoza jedoch hervor, dass sie mit ihrer Fraktion Frente Amplio in Opposition stehen werde.
2017 zerbrach die Parlamentsfraktion der Frente Amplio an den Machtansprüchen von Marco Arana. Verónika Mendoza und andere Abgeordnete des Frente Amplio bildeten die Fraktion Nuevo Perú. Bei der vorgezogenen Parlamentswahl im Januar 2020 verlor die Frente Amplio mehr als die Hälfte ihrer Sitze im Kongress. Die meisten Stimmen erhielt sie in der Region Amazonas mit 20,52 % der dortigen Stimmen und in der Region Apurímac mit 18,16 %. Landesweit erhielt Frente Amplio bei der Parlamentswahl 6,16 % der Stimmen und damit neun Parlamentssitze.
Bei den allgemeinen Wahlen in Peru 2021 erhielt Präsidentschaftskandidat Marco Arana 62.564 Stimmen oder 0,327 % und damit nur noch den 16. Platz. Mit 135.103 Stimmen oder 1,05 % scheiterte das Bündnis bei der gleichzeitigen Parlamentswahl an der Fünfprozenthürde, während die Liste der ehemaligen Vorkämpferin des Frente Amplio Verónika Mendoza, Juntos por el Perú, auf 6,63 % für das Parlament und somit auf fünf Sitze kam. Dennoch wurden am 29. Juli 2021 mit Víctor Maita aus der Region Cusco und mit Yván Quispe aus der Region Puno zwei Mitglieder des Frente Amplio als Minister für Landwirtschaft beziehungsweise als Minister für Produktion in die Regierung aufgenommen. Am 6. Oktober 2021 ernannte Präsident Pedro Castillo das Mitglied von Frente Amplio Mirtha Vásquez als Nachfolgerin des zurückgetretenen Guido Bellido zur Premierministerin, während Yván Quispe als Minister für Produktion an diesem Tag ausschied.

## Ehemalige Kongressabgeordnete

### Parlamentsfraktion 2016
Die 20 Fraktionsmitglieder von Frente Amplio waren:
- María Elena Foronda Farro (Ancash)
- Richard Arce Cáceres (Apurímac)
- Tania Pariona Tarqui (Ayacucho)
- Edyson Morales Ramirez (Ayacucho)
- Horacio Zeballos Patrón (Arequipa)
- Justiniano Rómulo Apaza Ordóñez (Arequipa)
- Marco Arana Zegarra (Cajamarca)
- Wilbert Rozas Beltrán (Cusco)
- Edgar Américo Ochoa Pezo (Cusco)
- Zacarías Reymundo Lapa Inga (Huancavelica)
- Rogelio Robert Tucto Castillo (Huánuco)
- Mario José Canzio Álvarez (Junín)
- Marisa Glave Remy (Lima Metropolitana)
- Manuel Enrique Ernesto Dammert Ego-Aguirre (Lima Metropolitana)
- Indira Isabel Huilca Flores (Lima Metropolitana)
- Hernando Ismael Cevallos Flores (Piura)
- Alberto Eugenio Quintanilla Chacón (Puno)
- Oracio Ángel Pacori Mamani (Puno)
- Edilberto Curro López (Puno)
- Jorge Andrés Castro Bravo (Tacna)

### Parlamentsfraktion 2020
Die neun Fraktionsmitglieder von Frente Amplio waren:
- Absalón Montoya Guivin
- Lenin Abraham Checco Chauca
- José Luis Ancalle Gutiérrez
- Mirtha Esther Vásquez Chuquilin
- Lenin Fernando Bazán Villanueva
- Enrique Fernández Chacón
- Cindy Arlette Contreras Bautista
- Rocío Silva Santisteban Manrique
- Yvan Quispe Apaza